# Mammillaria microhelia
Mammillaria microhelia es una biznaga de la familia de los cactos (Cactaceae). La palabra Mammillaria viene del latín mamila, pezón o teta y de aria, que posee, lleva, es decir: ‘que lleva mamilas’, refiriéndose a los tubérculos.

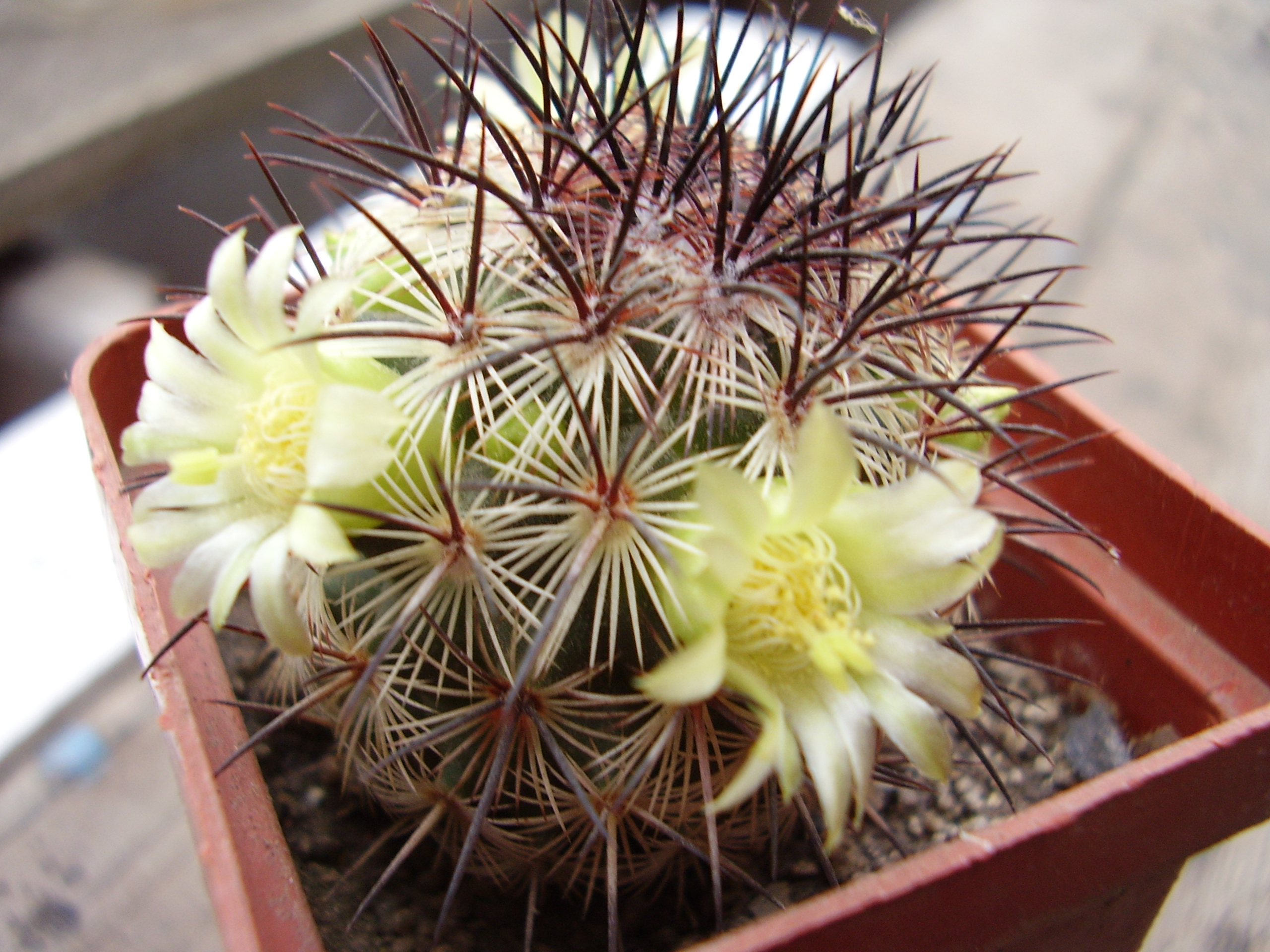
Flor

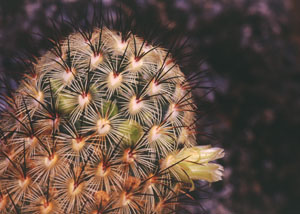
Vista de la planta

## Nombres comunes
- Español: biznaga del pequeño sol.[3]

## Descripción
Es un cactus que tiene crecimiento simple o se ramifica. Es de forma cilíndrica, de hasta 15 cm de altura y 3.5 a 4.5 cm de diámetro. Las protuberancias del tallo (tubérculos) son cónicos, de color verde y presentan jugo acuoso, el espacio entre ellos (axilas) posee lana. Los sitios en los que se desarrollan las espinas se denominan aréolas, en esta especie tienen forma ovada, con más o menos 50 espinas, hasta 8 de ellas se localizan en el centro de la aréola (centrales) y son de color rojizo y más largas que las espinas amarillas de la orilla (radiales). Las flores son pequeñas y tienen forma de embudo, miden de 12 a 16 mm de longitud y son de color amarillo verdosa o rosa púrpura. Los frutos en forma de chilitos, son de color blanquecino, amarillento o rosado y las semillas de color pardo. Es polinizada por insectos y se dispersa por semillas.

## Taxonomía
Mammillaria microhelia fue descrita por Erich Werdermann y publicado en Monatsschrift der Deutschen Kakteen-Gesellschaft, E. V., Sitz Berlin 2: 236. 1930.
Etimología
Mammillaria: nombre genérico que fue descrita por vez primera por Carolus Linnaeus como Cactus mammillaris en 1753, nombre derivado del latín mammilla = tubérculo, en alusión a los tubérculos que son una de las características del género.
microhelia: epíteto latíno que significa "pequeño sol"
Sinonimia
- Leptocladodia microhelia
- Mammillaria microheliopsis
- Leptocladodia microheliopsis
- Mammillaria droegeana

## Distribución de la especie
Esta especie es endémica de México, se distribuye en el estado de Querétaro de Arteaga, en la sierra del Zamorano, en la parte noroeste de la cuenca del río Moctezuma.

## Hábitat
Se desarrolla entre los 2000 a 2500 m s. n. m., en bosques de encinos (Quercus).

## Estado de conservación
Debido a sus características, esta especie ha sido extraída de su hábitat para ser comercializada de manera ilegal, aunque no se tiene cuantificación del daño que esto ha producido a las poblaciones. Es endémica a México y se considera en la categoría de Sujeta a Protección Especial (Pr) en la Norma Oficial Mexicana 059. En la lista roja de la UICN se considera En Peligro (EN).

## Importancia cultural y usos
Ornamental